# Imtech
Imtech var en multinationell företagsgrupp verksam inom anläggningskonstruktion. Företagets divisioner inkluderade kraftproduktion och kraftteknik, entreprenad, forskning och utveckling, renrumsteknik, data och säkerhet, skepps- och dockbyggteknik. Imtech hade sitt huvudkontor i Gouda i Nederländerna. Koncernen hade i slutet av 2010 cirka 25 000 anställda. Aktien var så sent som i mars 2016 fortfarande noterad på aktiebörsen NYSE Euronext i Amsterdam.

## Konkurs
13 augusti 2015 försattes Imtech N.V i konkurs av domstolen i Rotterdam. Den svenska, norska och finska verksamheten i dotterbolaget Imtech Nordic såldes i samband med konkursen till en ny ägare som har drivit verksamheten vidare.

## Historia
Imtech-koncernen bildades formellt 1993 genom ett samgående mellan 35 olika företag och några av dem har historik tillbaks till 1858 genom Rudolph Otto Meyer och till 1860 genom holländaren Jan Jacob Van Rietschoten. Rudolph Otto Meyer grundade 1858 ett företag som tillverkade värmesystem för växthus i Hamburg och Van Rietschotens företag arbetade i slutet av 1800-talet med elektromekaniska projekt. Under 1997 såldes R.O.M. (Rudolph Otto Meyer) till Mueller International NV (idag Imtech. 
Imtechs strategi lades upp 1993 som idag sägs vara att förena elektroteknik, maskinteknik och IKT (informations- och kommunikationsteknik). 

## Anläggningsservice
Imtech hanterar arkitektur, konstruktion, drift och underhåll av energi-, klimat-, kommunikations- och säkerhetssystem för arenor, flygplatser, industrianläggningar och andra byggnader. Koncernen är huvudsakligen verksam i ett flertal länder i Europa, men har också verksamhet i Nordamerika och Asien. Imtechs verksamhet i Sverige, Norge och Finland ingår i Imtech Norden och sedan den 2 april 2013 återfinns de tidigare företagsnamnen NEA-gruppen, NVS och Sydtotal under det gemensamma varumärket Imtech.
Imtechs verksamhet i Sverige ingick i dotterbolaget Imtech Nordic AB (under namnbyte till Assemblin Nordic AB) och var uppdelad i Imtech VS-teknik, Imtech Elteknik och Imtech Ventilation.

## Varvsindustri
Imtechs division för skepps- och dockbyggteknik planerar, utvecklar, bygger och underhåller anläggningssystem för kyl-, luftkonditionerings- och miljöteknik, offshore-teknik, dockbyggnation, brandskydd och rörledningsanläggning inom varvsindustrin.
Imtech Marine USA (tidigare HDW-Hagenuk marin teknik) är sedan 2005 ett helägt dotterbolag till Imtech och sedan 2008 är Shipbuilding, Machinery & Marine Technology (SMM), en del av Imtech Marine Group.
Verksamheten för Imtech Marine USA är planering, utveckling, tillverkning, dokumentation och service inom den maritima sektorn. I fokus står energioptimering & automation, navigation & kommunikation och elektrisk installation. Imtech Marine USA huvudsakliga försäljning sker för närvarande med leverans av el-paket för Kina (Shanghai), där ett dotterbolag sköter produktionen för den asiatiska marknaden.